# بترا فان دير هيد
بترا فان دير هيد (بالهولندية: Petra van der Heide)‏ هي عازفة قيثار ‏ هولندية، ولدت في 1971.
عملت كمعلمة في المعهد الموسيقي بأمستردام. تعطي بترا الآن تدريبات خاصة في اختبارات الأوركسترا في جميع أنحاء العالم.

## وصلات خارجية
- بترا فان دير هيد على موقع ميوزك برينز (الإنجليزية)